# 松浦バイパス (長崎県)
松浦バイパス（まつうらバイパス）は、長崎県松浦市にある、延長1.53kmの国道204号のバイパス道路である。松浦バイパス有料道路として供用されたが、2006年4月1日に無料開放された。2004年度の通行台数428,290台。

## 概要
国の貸付金と長崎県の出資金、計約13億円をかけて長崎県道路公社により建設されたが、通行量が計画の30%にとどまり、返済困難に陥った。県による出資金が免除され、また国の貸付金は松浦市と同公社の内部留保金で繰り上げ償還することにより、無料化された。

## 沿革
- 1983年、着工。
- 1989年4月4日、長崎県道路公社が管理する一般有料道路として供用開始。
- 2006年4月1日、無料化。

## 周辺
- 道の駅松浦海のふるさと館